# アフェトン城
アフェトン城（英語: Affeton Castle、アフェトンじょう）は、イングランド・デヴォン州イースト・ワーリントン近郊にある中世後期のゲートハウス。かつてはアフェトンにある要塞化されたマナー・ハウスで、1434年頃にスタックリー家によって建てられ、リトル・ダート川渓谷の傍にあった。
1640年代にイングランド内戦で破壊され、19世紀初頭までゲートハウスは荒廃していた。1868年から1869年にかけて、初代準男爵サー・ジョージ・スタックリーが狩猟小屋として利用するために復興した。1956年、その子孫の第5代準男爵サー・デニス・スタックリーの個人邸宅に改造された。60フィート (18 m)×22フィート (6.7 m)前後ある城は第2*級指定建築物として保護されている。

## 歴史

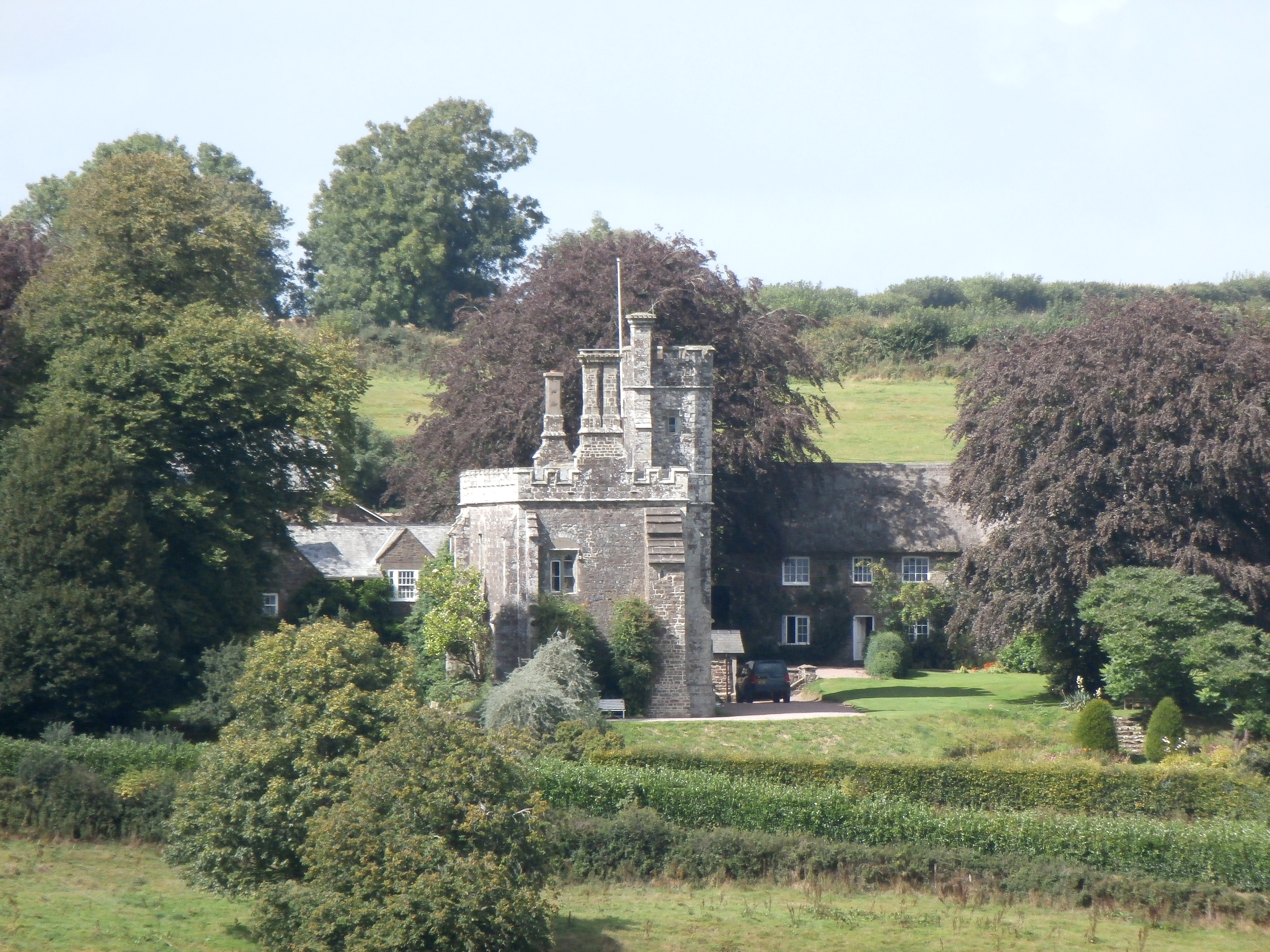
アフェトン城

アフェトン城は1434年頃にスタックリー家により灰色石礫を用いて建てられた、規模の大きい要塞化されたマナー・ハウスであった。アフェトン城の荘園もかつてはスタックリー家用の教会区教会を持つ教会区であったが、のちにウェスト・ワーリントンの教会区に統合された。マナー・ハウスはイングランド内戦で殆ど完全に破壊され、僅かに荒廃化したゲートハウスだけが残された。アフェトン家の領地として知られる規模の大きい母屋は基盤とマナー・ハウスの地下室の上に建てられた。荒れ果てたゲートハウスは1868年から1869年にかけてハートランド修道院とモートン・ハウスを所有するスタックリー家により狩猟小屋に改造され、のちにアフェトン城として知られるようになった。
スタックリー家は、1448年にデヴォン州高官のヒュー・スタックリー（Hugh Stucley）が女相続人のキャサリン・ド・アフェトン（Catherine de Affeton）と結婚した際にアフェトン家の地所を得た。城の寸法はおよそ60フィート (18 m)×22フィート (6.7 m)だった。そこは邸宅の重要な防御の役割を果たし、高さのあるアーチを組み込まれている。当時は小規模な正面玄関を形成するために一部が埋められており、人々と乗り物が中庭を通って私有地に入ることができた。
1868年から1869年にかけて、ゲートハウスはジョージ・スタックリーの手により復興した。目的は私有地内にある沼地での雷鳥狩りをするための狩猟小屋を設置するためであった。この城は歴代のスタックリー家当主に相続され、彼らはモートン・ハウスで暮らした。
1947年、第4代準男爵サー・ヒュー・スタックリーは息子のサー・デニス・スタックリー（Sir Dennis Stucley）に城を譲渡した。1956年、モートン・ホールは安値で売却され、アフェトン城はスタックリー家の個人宅となった。サー・デニスは誰もいなかった城内に前もって2つの浴室を設置した。21世紀になって城で暮らしている第6代準男爵サー・ヒュー・スタックリー（Sir Hugh Stucley, 6th Baronet）はハートランド修道院近くにある一族が所有する大規模な邸宅とは違い、アフェトン城を一般には開放していない。彼は子ども部屋と寝室を増設した。